# Jean-Jacques Missé-Missé
Jean-Jacques Missé-Missé (Yaoundé, 7 de agosto de 1968) é um ex-futebolista camaronês que atuava como atacante.

## Carreira
Missé-Missé iniciou a carreira em 1986, tendo atuado por 2 clubes de seu país (Canon e Diamant, ambos de Yaoundé) antes de se mudar para a Bélgica em 1991, para defender o US Andenne-Seilles, clube amador da quarta divisão nacional, onde jogou 25 partidas e fez 14 gols. Seu desempenho chamou a atenção do Charleroi, onde novamente tem boas atuações nas 3 temporadas em que vestiu o uniforme alvinegro (foram 93 jogos e 37 gols), embora não tivesse obtido nenhum título oficial.
Em 1996, o Sporting, treinado na época por Robert Waseige (técnico da Bélgica na Copa de 2002 e que comandou Missé-Missé no Charleroi), contratou o atacante, que não conseguiu se adaptar às formações táticas da equipe portuguesa - foram apenas 4 jogos pelo Campeonato nacional e um pela Copa da UEFA (atual Liga Europa), sem ter feito nenhum gol. Com a saída de Waseige, Missé-Missé é preterido pelo novo técnico do Sporting, Octávio Machado, e deixa o clube para atuar no Trabzonspor (Turquia) em 10 partidas, tendo feito um gol.
Sua passagem pelo futebol do Reino Unido, onde jogou por Dundee United e Chesterfield, foi curta: no clube escocês, entrou em campo 4 vezes, enquanto nos Spireites, atuou em uma única partida. De volta à Bélgica em 1998, passou por La Louvière, KV Oostende e KV Mechelen, além de uma temporada no Ethnikos Asteras (Grécia), encerrando a carreira profissional aos 35 anos de idade, em 2004.
Voltou aos gramados em 2006 para atuar no RCS Condruzien, equipe das divisões amadoras do futebol belga, durante 2 temporadas. Aposentou-se definitivamente dos gramados em 2008, com 39 anos.

## Seleção
Pela Seleção Camaronesa, disputou 14 partidas e fez 3 gols entre 1985 e 1997. Fez parte do elenco dos Leões Indomáveis na Copa das Nações Africanas de 1986, sendo o jogador mais jovem da competição (17 anos), mas não entrou em campo durante a campanha que terminou com o vice-campeonato. Ele ainda ficou de fora da edição seguinte (vencida pelos camaroneses) e das Copas de 1990 e 1994.
Embora tivesse jogado 5 partidas pelas eliminatórias da Copa de 1998, Missé-Missé perdeu a competição devido a uma séria lesão.

## Títulos
Canon Yaoundé
- Campeonato Camaronês: 1 (1986)
- Copa de Camarões: 1 (1986)

La Louvière
- Campeonato Belga da Segunda Divisão (play-off): 1 (1999–00)